# Stazione di Montoro Superiore
Stazione di Montoro Superiore vasútállomás Olaszországban, Montoro Superiore településen.

## Vasútvonalak
Az állomást az alábbi vasútvonalak érintik:
- Cancello–Benevento railway

## Kapcsolódó állomások
A vasútállomáshoz az alábbi állomások vannak a legközelebb:
- Stazione di Borgo (Italia)
- Solofra railway station